# Henriette Mendelsohn
Henriette Mendelsohn, auch Henri Mendelsohn (* 31. März 1853 in Berlin; † 1. August 1928), war eine deutsche Malerin und Kunsthistorikerin.

## Leben
Henriette Mendelsohn war mit dem Arzt Moritz Jastrowitz verheiratet, nahm nach der Scheidung aber wieder ihren Mädchennamen an. Ihr Sohn Hermann Jastrowitz war auch Arzt.
1898 wohnte sie in der Victoriastraße 28 in Berlin und hatte ihr Atelier in der Kurfürstenstraße 118. Sie studierte Malerei bei Franz Skarbina.
Vielfältig trat sie als Autorin auf dem Gebiet der Kunstgeschichte hervor. So schrieb sie etwa zahlreiche Artikel für die Zeitschrift Die Kunst für Alle, teilweise unter der Abkürzung H. M. Sie verfasste die erste heutigen kunstwissenschaftlichen Ansprüchen genügende Monographie über die Brüder Dosso Dossi und Battista Dossi, in der sie alle Zuschreibungen überprüfte und die Werke in ikonographische Gruppen schied.

## Veröffentlichungen (Auswahl)
- Über Berliner Damenmalerei. In: Die Kunst für Alle 6, 1890, S. 49–52.
- Der junge Künstler von ehedem und heut. In: Die Kunst für Alle 6, 1891, S. 265–267.
- Pariser Studientage. Kollegialischer Ratgeber für Malerinnen und solche, die es werden wollen. In: Die Kunst für Alle 12, 1897, S. 150–153.
- Das Kunstjahr 1897. In: Die Kunst für Alle 13, 1898, S. 103–105.
- Berliner Atelierskizzen. In: Die Kunst für Alle 13, 1898, S. 49–55.
- Der Heiligenschein in der italienischen Malerei seit Giotto. Bruno Cassirer, Berlin 1903 (Textarchiv – Internet Archive).
- Die skandinavische Ausstellung in Stockholm, ein Rückblick. In: Die Kunst für Alle 13, 1897, S. 33–37.
- Böcklin. Ernst Hofmann und Co., Berlin 1901.
- Unerkannte Darstellungen der Immaculata in deutschen Galerien. In: Repertorium für Kunstwissenschaft 1905.
- Die Engel in der bildenden Kunst. Ein Beitrag zur Kunstgeschichte der Gotik und der Renaissance. B. Behrs, Berlin 1907.
- Zum Predellenbild des Fra Filippo Lippi im Kaiser-Friedrich-Museum. In: Repertorium für Kunstwissenschaft 30, 1907, S. 485–489.
- Fra Filippo Lippi. Julius Bard, Berlin 1909.
- Zur Chronologie der Werke Dossos. In: Jahrbuch der Königlich Preussischen Kunstsammlungen 33. 1912, S. 229–251.
- Dossi, Dosso. In: Ulrich Thieme (Hrsg.): Allgemeines Lexikon der Bildenden Künstler von der Antike bis zur Gegenwart. Begründet von Ulrich Thieme und Felix Becker. Band 9: Delaulne–Dubois. E. A. Seemann, Leipzig 1913, S. 496–500 (Textarchiv – Internet Archive).
- Das Werk der Dossi. Georg Müller & Eugen Rentsch, München 1914.